# Symplecta (Psiloconopa) trilaciniata
Symplecta (Psiloconopa) trilaciniata is een tweevleugelige uit de familie steltmuggen (Limoniidae). De soort komt voor in het Palearctisch gebied.